# Elf (Hirakata Park)
Elf (jap. 木製コースターエルフ, Erufu, Abkürzung für Episode of Little Fairies) im Hirakata Park in Hirakata, Präfektur Osaka, Japan ist eine Holzachterbahn vom Modell Wooden Coaster des Herstellers Intamin, die im März 2001 eröffnet wurde.
Die 695,6 m lange Strecke erreicht eine Höhe von 18,5 m. Die Züge erreichen eine Höchstgeschwindigkeit von 58,1 km/h.

## Züge
Elf besitzt zwei Züge mit jeweils fünf Wagen. In jedem Wagen können vier Personen (zwei Reihen à zwei Personen) Platz nehmen.